# (288) Glaucé
Pour les articles homonymes, voir Glaucé.
(288) Glaucé est un astéroïde de la ceinture principale découvert par Robert Luther le 20 février 1890 à l'Observatoire de Düsseldorf.
Il a été nommé d'après Glaucé, fille de Créon, roi de Corinthe dans la mythologie grecque.